# Гербы Тамбовской области
Список гербов муниципальных образований Тамбовской области Российской Федерации.
На 1 января 2020 года в Тамбовской области насчитывалось 274 муниципальных образования — 7 городских округов, 23 муниципальных района, 13 городских поселений и 231 сельское поселение.

## Гербы городских округов
| Герб | Наименование                                      | Дата утверждения                | Номер в ГГР |
| ---- | ------------------------------------------------- | ------------------------------- | ----------- |
|      | Герб муниципального образования города Тамбова    | 30 июля 2008                    | 4233        |
|      | Герб муниципального образования города Кирсанова  | 29 января 2004 19 сентября 2018 | 1403        |
|      | Герб муниципального образования города Котовска   | 30 июня 2011                    | 7210        |
|      | Герб муниципального образования города Мичуринска | 14 ноября 2003                  | не внесён   |

| Герб | Наименование                                                    | Дата утверждения | Номер в ГГР |
| ---- | --------------------------------------------------------------- | ---------------- | ----------- |
|      | Герб муниципального образования города Моршанска                | 25 сентября 2012 | 7968        |
|      | Герб городского округа города Рассказово                        | 28 сентября 2011 | 7342        |
|      | Герб муниципального образования «городской округ города Уварово | 29 ноября 2012   | 8060        |

## Гербы городских поселений
| Герб | Наименование                                                           | Дата утверждения | Номер в ГГР |
| ---- | ---------------------------------------------------------------------- | ---------------- | ----------- |
|      | Герб муниципального образования город Жердевка Жердевского района      | 2 сентября 2010  | 6378        |
|      | Герб муниципального образования Знаменский поссовет Знаменского района | 31 марта 2011    | 7135        |
|      | Герб муниципального образования Мучкапский поссовет Мучкапского района | 25 декабря 2013  | 9143        |

| Герб | Наименование                                                               | Дата утверждения | Номер в ГГР |
| ---- | -------------------------------------------------------------------------- | ---------------- | ----------- |
|      | Герб муниципального образования Новолядинский поссовет Тамбовского района  | 27 ноября 2014   | 10175       |
|      | Герб муниципального образования Первомайский поссовет Первомайского района | 5 сентября 2012  | 7972        |

## Гербы сельских поселений
| Герб | Наименование                                                                       | Дата утверждения | Номер в ГГР |
| ---- | ---------------------------------------------------------------------------------- | ---------------- | ----------- |
|      | Герб муниципального образования Большедороженский сельсовет Староюрьевского района | 29 сентября 2016 | 11185       |
|      | Герб муниципального образования Донской сельсовет Тамбовского района               | 15 ноября 2013   | 8650        |
|      | Герб муниципального образования Жидиловский сельсовет Мичуринского района          | 4 апреля 2016    | 11044       |
|      | Герб муниципального образования Заворонежский сельсовет Мичуринского района        | 22 сентября 2015 | 10563       |
|      | Герб муниципального образования Комсомольский сельсовет Тамбовского района         | 30 июля 2012     | 7964        |
|      | Герб муниципального образования Кривополянский сельсовет Бондарского района        | 6 февраля 2013   | 8345        |
|      | Герб муниципального образования Малиновский сельсовет Тамбовского района           | 28 февраля 2017  | 11642       |
|      | Герб муниципального образования Новоникольский сельсовет Мичуринского района       | 11 октября 2013  | 9141        |
|      | Герб муниципального образования Сампурский сельсовет Сампурского района            | 8 мая 2018       | 12020       |
|      | Герб муниципального образования Селезневский сельсовет Тамбовского района          | 25 ноября 2016   | 11234       |

| Герб | Наименование                                                                   | Дата утверждения | Номер в ГГР |
| ---- | ------------------------------------------------------------------------------ | ---------------- | ----------- |
|      | Герб муниципального образования Старотарбеевский сельсовет Мичуринского района | 24 апреля 2018   | 11879       |
|      | Герб муниципального образования Стрелецкий сельсовет Тамбовского района        | 20 мая 2015      | 10369       |
|      | Герб муниципального образования Татановский сельсовет Тамбовского района       | 24 октября 2011  | 7368        |
|      | Герб муниципального образования Тулиновский сельсовет Тамбовского района       | 27 марта 2014    | 9475        |
|      | Герб муниципального образования Устьинский сельсовет Мичуринского района       | 3 апреля 2015    | 10371       |
|      | Герб муниципального образования Хмелевский сельсовет Мичуринского района       | 20 ноября 2015   | 10808       |
|      | Герб муниципального образования Цнинский сельсовет Тамбовского района          | 29 ноября 2017   | 11634       |
|      | Герб муниципального образования Челнавский сельсовет Тамбовского района        | 31 мая 2016      | 11030       |
|      | Герб муниципального образования Шпикуловский сельсовет Жердевского района      | 26 октября 2015  | 10685       |
|      | Герб муниципального образования Шапкинский сельсовет Мучкапского района        | 27 ноября 2011   | не несён    |